# Jean-Charles de Lesseps
 (décembre 2023).
Pour les articles homonymes, voir Famille de Lesseps et Lesseps.
Jean-Charles de Lesseps, né le 2 avril 1804 à Bayonne et mort le 22 janvier 1880 à Philippeville, est un journaliste et homme politique français.

## Biographie
Il fit ses études à Paris, entra dans le journalisme sous Louis-Philippe, appartint quelque temps à la rédaction de La Tribune, fut attaché à Mauguin comme secrétaire, et collabora avec lui au Commerce, journal bonapartiste, dont il devint bientôt le rédacteur en chef. Le 9 juillet 1842, il se présenta pour la première fois, sans succès, à la députation comme candidat de l'opposition, dans le 5e collège de Lot-et-Garonne. Fondateur en 1845 de L'Esprit public (quotidien), quotidien démocratique repris l'année suivante par Jean-Baptiste Charles Paya, il engagea de nouveau la lutte électorale le 1er août 1846, dans le même collège, dont il devint député. Lesseps prit place à gauche. Il parla sur les mariages espagnols et donna sa démission quelques jours avant la Révolution française de 1848. 
Admis dans les conseils du gouvernement provisoire, il fut de ceux, a-t-on dit, qui lui inspirèrent le décret portant abolition de la peine de mort en matière politique. 
Lesseps fut désigné par la majorité de l'Assemblée constituante comme un des conseillers d'État qu'elle eut à choisir. La Législative ne le maintint pas en fonctions. 
Lesseps se rapprocha du parti avancé et contribua à la fondation du Vote universel, organe de la Montagne. Ce journal fut supprimé lors du coup d'État du 2 décembre 1851. Sous l'Empire, Lesseps s'occupa de travaux littéraires, surveilla la réimpression de la Biographie universelle des frères Michaud et, devenu concessionnaire de la forêt de Beni-Salab, se fixa en Algérie, où il mourut en 1880.

## Pour approfondir